# Anthony Storr
Anthony Storr (ur. 18 maja 1920 w Londynie, zm. 17 marca 2001 w Oxfordzie) – angielski psychiatra, psychoanalityk, pisarz.

## Wykształcenie i praca zawodowa
Storr kształcił się w Winchester College, Christ’s College (Cambridge) oraz w Westminster Hospital Medical School. W 1974 roku zrezygnował z prywatnej praktyki i rozpoczął  zajęcia dydaktyczne w Warneford Hospital w Oxfordzie, które prowadził do przejścia na emeryturę w 1984. Był członkiem Królewskiego Kolegium Lekarzy (od 1946), Green Templeton College (od 1984), Królewskiego Towarzystwa Literackiego (od 1990) i Królewskiego Kolegium Psychiatrów (od 1993).

## Życie prywatne
Ożenił się dwukrotnie – z autorką książek dla dzieci Catherine Cole (1942), z którą miał trzy córki, oraz z pisarką Catherine Peters (1970)

## Twórczość
W swoich książkach Storr zgłębiał tajemnice ciemnych stron ludzkiej psychiki – dewiacji seksualnych (Sexual Deviation, 1964), agresji (Human Aggression, 1968), destruktywności (Human Destructiveness, 1972). Jednocześnie dostrzegał możliwość twórczego wykorzystania spontanicznych popędów i skierowania ich w stronę wyczynów sportowych, osiągnięć naukowych oraz prac artystycznych (The Dynamics of Creation, 1972).
W swojej ostatniej książce Feet of Clay; Saints, Sinners, and Madmen: The Power and Charisma of Gurus (1996) śledzi typowe wzorce, często obejmujące zaburzenia psychotyczne, które kształtują rozwój guru. Kwestionuje zdrowie psychiczne Jezusa, sugerując, że istnieją psychologiczne podobieństwa między szalonymi „mesjaszami”, takimi jak Jim Jones czy David Koresh i szanowanymi przywódcami religijnymi, m.in. Jezusem. Jego studium jest próbą spojrzenia na Jezusa jako na jednego spośród wielu guru.

## Publikacje
- The Integrity of the Personality (1961) ISBN 978-0-345-37585-8
- Sexual Deviation (1964) ISBN 978-0-14-020649-4
- Human Aggression (1968) ISBN 978-0-689-10261-5
- Human Destructiveness (1972) ISBN 978-0-435-82190-6
- The Dynamics of Creation (1972) ISBN 978-0-689-10455-8
- Jung (1973)  ISBN 0-00-633166-1 (wyd. polskie: Jung. Warszawa: Prószyński i S-ka, 2000. ISBN 83-7180-799-6. Brak numerów stron w książce)
- The Art of Psychotherapy (1980) ISBN 978-0-416-60211-1
- The Essential Jung (1983) ISBN 0-691-08615-X
- The School of Genius (1988) ISBN 90-254-6789-X
- Solitude: A Return to the Self (1988) ISBN 0-00-654349-9 – broszurowe wydanie The School of Genius  (wyd. polskie: Samotność. Powrót do jaźni. Warszawa: Wydawnictwo W.A.B., 2010. ISBN 978-83-7414-768-2. Brak numerów stron w książce)
- Freud: A Very Short Introduction (1989) ISBN 0-19-285455-0
- Churchill's Black Dog, Kafka's Mice, and Other Phenomena of the Human Mind (1990) ISBN 0-00-637566-9
- Human Destructiveness: The Roots of Genocide and Human Cruelty (1991) ISBN 978-0-415-07170-3 – poprawione wydanie Human Destructiveness
- Music and the Mind (1993) ISBN 0-00-215398-X
- Feet of Clay; Saints, Sinners, and Madmen: A Study of Gurus (1996) ISBN 0-684-82818-9  (wyd. polskie: Kolosy na glinianych nogach. Studium guru. Warszawa: Wydawnictwo W.A.B., 2009. ISBN 978-83-7414-651-7. Brak numerów stron w książce)
- The Essential Jung: Selected Writings (1999) ISBN 0-00-653065-6